# Кислородное отравление
Кислоро́дное отравле́ние, гиперокси́я (лат. hyperoxia) — отравление, которое в острой форме возникает вследствие дыхания кислородосодержащими газовыми смесями (воздухом, нитроксом) при повышенном давлении. Отравление может возникнуть и при обычном давлении в случае длительного (несколько суток) вдыхания смеси, содержащей более 60% кислорода.  Отравление кислородом возможно при использовании кислородных аппаратов, регенеративных аппаратов, при использовании для дыхания искусственных газовых смесей, во время проведения кислородной рекомпрессии, а также вследствие превышения лечебных доз в процессе оксигенобаротерапии. При отравлении кислородом развиваются нарушения функций центральной нервной системы, органов дыхания и кровообращения.

## Некоторые физиологические и физические основы дыхания
Упрощённая схема транспорта кислорода и углекислого газа в организме при нормальных условиях выглядит следующим образом: во время вдоха кислород проникает через альвеолярную лёгочную мембрану и связывается с гемоглобином красных клеток крови — эритроцитов. Эритроциты доставляют кислород к тканям организма. Там гемоглобин, восстанавливаясь, отдаёт кислород и присоединяет углекислый газ. Возвращаясь в лёгкие, гемоглобин вновь окисляется и отдаёт углекислый газ, который удаляется из организма с выдохом.
Интенсивность насыщения кислородом плазмы крови определяется законом Дальтона и законом Генри. Закон Дальтона гласит, что общее давление смеси газов равно сумме давлений каждого газа, входящего в её состав. Давление каждого газа в смеси пропорционально процентному содержанию этого газа в смеси, и называется парциальным.
С законом Дальтона непосредственно связан закон Генри — количество газа, растворённого в жидкости, прямо пропорционально его парциальному давлению. Следовательно, растворимость кислорода в крови пропорциональна его парциальному давлению в дыхательной смеси. При повышении абсолютного давления дыхательной смеси и увеличении содержания в ней кислорода транспорт кислорода будет осуществляться не только гемоглобином, но и за счёт растворения кислорода в плазме крови.

## Механизм нарушения транспорта газов в организме при гипероксии
Избыток кислорода вызывает увеличение количества окисленного гемоглобина и снижение количества восстановленного гемоглобина. Именно восстановленный гемоглобин осуществляет транспорт углекислого газа, а снижение его содержания в крови приведёт к задержке углекислого газа в тканях — гиперкапнии. Гиперкапния проявляется в виде одышки, покраснения лица, головной боли, судорог и, наконец, — потери сознания.

## Механизм повреждения клеточной мембраны при гипероксии
При избытке кислорода изменяется и его метаболизм в тканях. Основной путь утилизации O2 в клетках различных тканей — четырёхэлектронное восстановление его с образованием воды при участии клеточного фермента — цитохромоксидазы. В то же время небольшая часть молекул кислорода (1—2 %) претерпевает одно-, дву- и трёхэлектронное восстановление, когда образуются промежуточные продукты и свободнорадикальные формы кислорода.
Свободнорадикальные метаболиты обладают высокой активностью, действуя в качестве окислителей, повреждающих биологические мембраны. Липиды — основной компонент биологических мембран — представляют собой чрезвычайно легко окисляющиеся соединения. Свободнорадикальное окисление липидов часто становится разветвлённой цепной реакцией, склонной к самостоятельному поддержанию даже после нормализации содержания кислорода в организме. Многие продукты этой реакции сами являются высокотоксичными соединениями и способны повреждать биологические мембраны.
При избытке кислорода в тканях его восстановление до воды возрастает с 1—2 % в норме до высоких значений, пропорциональных степени этого избытка.
Из вышесказанного следует, что избыток кислорода в организме приводит к значительным нарушениям в транспорте газов и повреждению мембран клеток различных органов и тканей. Известно, что не существует скрытого периода при отравлении кислородом, так как биохимические нарушения начинаются сразу же с увеличением его парциального давления в дыхательной смеси. Кислородную интоксикацию усиливает тяжёлая физическая работа, переохлаждение, перегревание, содержание вредных газообразных примесей в дыхательной смеси, накопление углекислоты в организме, повышенная индивидуальная чувствительность. Отравление кислородом может быть более выражено в присутствии нейтрального газа.

## Клинические формы кислородного отравления
| Экспозиция (мин.) | Количество испытуемых | Симптомы |
| ----------------- | --------------------- | --- |
| 96                | 1                     | Продолжительная слепота; тяжёлая рвота со спазмами                                                                                      |
| 60-69             | 3                     | Сильное дрожание губ; эйфория; Тошнота и головокружение; тремор рук                                                                     |
| 50-55             | 4                     | Сильное дрожание губ; слепота; выпячивание губ; засыпание; ошеломление                                                                  |
| 31-35             | 4                     | Тошнота, головокружение, дрожание губ; конвульсии                                                                                       |
| 21-30             | 6                     | Конвульсии; сонливость; сильное дрожание губ; эпигастральная аура (неприятные ощущения в области желудка); дрожание левой руки; амнезия |
| 16-20             | 8                     | Конвульсии; головокружение и сильное дрожание губ; эпигастральная аура; дыхательные спазмы;                                             |
| 11-15             | 4                     | Нарушение дыхания: преобладание вдоха; дрожание губ и обмороки; тошнота, дезориентация                                                  |
| 6-10              | 6                     | Оглушённость, дрожание губ; парестезия; головокружение; спазм диафрагмы; сильная тошнота                                                |

Отравление кислородом разделяют по преобладанию проявлений на три формы: лёгочную, судорожную и сосудистую.

### Лёгочная форма
Возникает при относительно длительном дыхании смесью с парциальным давлением кислорода 1,3−1,6 бар и более. Она характеризуется преимущественным поражением дыхательных путей и лёгких. Сначала проявляется раздражающее действие кислорода на верхние дыхательные пути — сухость в горле, отёк слизистой оболочки носа с появлением чувства «заложенности». Затем появляется усиливающийся кашель, сопровождающийся чувством жжения за грудиной. Всё это происходит на фоне повышения температуры тела. При нарастании отравления могут развиться кровоизлияния в сердце, печень, лёгкие, кишечник, головной и спинной мозг. После прекращения вдыхания избыточно обогащённой кислородом смеси интенсивность симптомов снижается в течение 2−4 ч, и окончательно они исчезают в течение 2−4 суток.

### Судорожная форма
Возникает при парциальном давлении кислорода в дыхательной смеси 2,5−3 бар и характеризуется преимущественным поражением центральной нервной системы. На фоне нарастающей бледности и потливости возникает сонливость, нарушение зрения, безучастность или эйфорическое возбуждение. При нарастании степени отравления возникает оглушение, сильная рвота, тик мимических мышц и наконец потеря сознания и судороги. Во время повторных приступов судорог может наступить смерть от остановки дыхания. Если приступ разовьётся под водой — велик риск утопления. Если дыхание избыточным потоком кислорода прекращено, судороги прекращаются в течение нескольких минут и сознание возвращается. После восстановления сознания пострадавший может проспать несколько часов, как после приступа эпилепсии. Судорожный приступ не оставляет остаточных явлений.
Потребление кислорода у человека находится в пределах от 0,33 до 3 л/мин. При этом максимальное потребление 3 л/мин могут выдержать в течение 10 минут только хорошо тренированные пловцы, далее развивается отравление. При нахождении под водой в состоянии покоя (например — при декомпрессии) потребление составляет в среднем 0,66 л/мин. Если декомпрессия проходит в холодной воде, то потребление составляет 1 л/мин. При тяжёлой физической работе кислород может потребляться в количестве 2 л/мин.

### Сосудистая форма
Наблюдается при парциальном давлении кислорода выше 3 бар. При этой форме отравления происходит внезапное расширение кровеносных сосудов, резкое падение артериального давления и сердечной деятельности. Часто появляются многочисленные кровоизлияния в кожу и слизистые оболочки. Подобные кровоизлияния могут быть и во внутренних органах. Во время резкого падения артериального давления может наступить смерть от остановки сердечной деятельности.
Первая помощь при появлении признаков кислородного отравления заключается в скорейшем прекращении вдыхания обогащённой кислородом смеси и переключении на воздух. В течение суток пострадавший должен находиться в тёплом, затемнённом, хорошо вентилируемом помещении с соблюдением охранительного режима. При тяжёлом отравлении необходима специализированная медицинская помощь.

## Признаки
Первыми признаками кислородного отравления является онемение пальцев рук и ног, подёргивание мышц лица (особенно губ) и век, чувство беспокойства. Затем довольно быстро наступают общие судороги и потеря сознания. Если пострадавший не будет поднят на поверхность, приступы судорог становятся всё чаще и длительнее, а промежутки между ними уменьшаются. При быстром повышении парциального давления кислорода приступы общих судорог с быстрой потерей сознания могут наступить внезапно, без появления начальных признаков отравления.
Симптомы кислородного отравления ЦНС можно запомнить по акрониму VENTIDC (или более лёгкий вариант — ConVENTID):
- Con: (Convulsions) Первым и единственным признаком кислородного отравления ЦНС могут быть конвульсии. Конвульсии могут возникнуть внезапно без предварительных симптомов, либо предварительные симптомы могут быть чрезвычайно слабо выражены.
- V: (Visual symptoms) Зрительные симптомы: туннельное зрение, ухудшение периферического зрения, возможно возникновение других симптомов, таких как «затуманенное» зрение (пелена перед глазами).
- Е: (Ear symptoms) Слуховые симптомы. Присутствие любых звуков, которые не вызваны внешними источниками. Такие звуки могут напоминать звук колокола, гул или механический пульсирующий шум.
- N: (Nausea) Тошнота или спазматическая рвота. Эти симптомы могут возникать периодически.
- T: (Twitching and tingling symptoms) Ощущения подёргивания или покалывания. Эти симптомы могут ощущаться в мышцах лица, губах или мышцах конечностей. Это наиболее явные и часто встречающиеся симптомы.
- I: (Irritability) Раздражительность: любые изменения в ментальном статусе водолаза, включая замешательство, волнение, состояние тревоги.
- D: (Dizziness) Головокружение. Симптомы включают в себя неточные движения, нарушение координации, необычную усталость.

## Первая помощь
Первая помощь при кислородном отравлении у водолазов заключается в том, чтобы уменьшить глубину спуска, перейти на безопасную по режиму остановку, а в камере сразу же, как только будет возможно, переключить пострадавшего на дыхание воздухом или обеднённой кислородом газовой смесью. При судорожной форме отравления необходимо, насколько позволяют условия подъёма, удерживать пострадавшего, предохраняя его от ударов о твёрдые предметы.

## Профилактика
Предупреждение отравлений кислородом достигается строгим соблюдением правил по его применению:
- При погружении на смесях с повышенным содержанием кислорода (Nitrox) не следует превышать допустимую глубину погружения.
- При глубоководных погружениях с использованием смесей нескольких видов (в том числе с пониженным содержанием кислорода) необходимо тщательно маркировать регуляторы и баллоны и строго следить за порядком их использования.
- При спусках на глубину 50—60 м с аппаратом с подачей воздуха по шлангу (и при использовании автономных аппаратов) не следует превышать допустимого (безопасного) времени пребывания на глубине.
- Не превышать допустимого (безопасного) времени дыхания кислородом при пребывании при повышенном давлении в декомпрессионной камере (барокамере).
- В регенеративных аппаратах необходим тщательный контроль за их технической исправностью.